# Gyula Szilágyi
Gyula Szilágyi (né le 18 janvier 1923 à Debrecen en Hongrie et mort le 17 octobre 2001) est un joueur international et entraîneur de football hongrois, qui évoluait au poste d'avant-centre.
Il est surtout connu pour avoir terminé meilleur buteur du championnat de Hongrie durant la saison 1957 avec 17 buts.